# Ascensión Badiola
Ascensión Badiola Ariztimuño  (Bilbao, 1 de abril de 1961) es una escritora española. Escribe en castellano. Es licenciada en Ciencias Económicas y Empresariales, posgrado en Auditoría y doctora en Historia Contemporánea con mención cum laude. Trabaja como auditora de cuentas.
Es miembro de la Eusko Ikaskuntza-Sociedad de Estudios Vascos y de la Asociación literaria ALEA (el espíritu de la Alhóndiga).

## Biografía
Publicó su primera novela "La ría de los afrancesados" en 2010. Desde entonces, ha publicado artículos y relatos en algunas revistas especializadas y escribe novelas históricas y de ficción.
Ha publicado diversos trabajos en el ámbito de la Historia Contemporánea, entre los que destaca Cárceles y campos de concentración en Bizkaia (2011).
Ha participado junto con otros autores en el documental 'La última trinchera' y el libro y exposición "Encartaciones, 1937. Los últimos meses de la guerra civil en Euskadi". Ha impartido numerosas conferencias represión y Guerra Civil. Ha hecho algunas aportaciones complementarias en "Historia de los Vascos" del periódico Deia.

## Obras

### Novelas
- La ría de los afrancesados. (Txertoa, 2010).[6]

- La Bala que mató al general (De Librum Tremens, 2011).[7]

- Martina Gerrillera (Txertoa, 2013).[8]

- La decisión de Juana Mir (Txertoa, 2020)[9]

Libros de investigación histórica
- Cárceles y campos de concentración en Vizcaya 1937-1940(Txertoa, 2012).[10]
- Encartaciones, 1937. Los últimos meses de la guerra civil en Euskadi (Juntas Generales de Bizkaia, 2017).[11]

- Individuas peligrosas. La prisión central para mujeres de Amorebieta 1939-1947 (2019).[12]
- El expolio. La represión económica y la Guerra Civil en el País Vasco. (Txertoa 2021)[13]

### Conferencias
Ha impartido numerosas conferencias sobre diversos temas históricos, entre otras, las siguientes:
- En Guernica: Cárceles y Campos de Concentración en Vizcaya 1937-1940[14]
- En Ugao-Miraballes 2.ª semana histórica del cinturón de hierro[15]
- En Lemona dentro de la I Semana de memoria histórica.[16]
- Situación Penal en la cárcel de Larrinaga 1937, organizada por la Sociedad de Ciencias Aranzadi  y la Diputación Foral de Vizcaya[17]
- En Amorebieta: Prisión Central de Amorebieta 1939-1947[18]
- En la casa de la Cultura Santa Clara de Portugalete "Mujer y Memoria"[19]
- En el XVIII Symposium Historia de Bilbao, organizado por Eusko Ikaskuntza-Estudios Vascos (en colaboración)[20]
- En Irun Congreso Estatal de Memoria Democrática en la sede de Ficoba [21]
- Organizado por Bilbao Gogora "El activismo político y social de las Mujeres Vascas"[22]
- Conferencia «Vista Alegre más que un cementerio, un bello paseo por el Bilbao que fue» en Palacio Euskalduna[23]

### Colaboración en documentales
- Euskal Telebista. La última trinchera[24]
- Euskal Telebista. Vamos a hacer historia. La tragedia del Cabo Quilates. La crueldad no tiene bando.[25]
- Telebilbao. Programa Perfiles de mujer. La cárcel de Amorebieta[26]
- Euskal Telebista. De Orduña a Castuera. Programa Memoria Eraikiz[27]
- Euskal Telebista. Mujeres fusiladas. Programa Memoria Eraikiz[28]
- Documental Ikusezinak.[29]

## Premios
Premio Ramiro Pinilla de novela corta en castellano por La decisión de Juana Mir (Txertoa 2020).